# فوکر تی.۴
فوکر تی.۴ (انگلیسی: Fokker T.IV) یک هواپیمای ساخت فوکر است .